# Santiago (Familienname)
Santiago ist ein spanischer Familienname.

## Namensträger
- Adalberto Santiago (* 1937), puerto-ricanischer Sänger
- Alfredo Silva Santiago (1894–1975), chilenischer Geistlicher, Erzbischof von Concepción
- Anna Maria Santiago, US-amerikanische Sozialarbeitswissenschaftlerin
- Antonia Santiago Amador, La Chana, (* 1946), spanische Flamenco-Tänzerin
- Cecilia Santiago (* 1994), mexikanische Fußballspielerin
- Celestino Santiago (* 1975); Fußballspieler aus São Tomé und Príncipe
- Christina Santiago (* 1981), US-amerikanisches Model und Schauspielerin
- Cirio H. Santiago (1936–2008), philippinischer Filmregisseur, -produzent und Drehbuchautor
- Claude Santiago (1950–2012), französischer Dokumentarfilmer
- Daniel Santiago (Basketballspieler) (* 1976), puerto-ricanischer Basketballspieler
- Daniel Santiago (Leichtathlet) (* 2002), kolumbianischer Leichtathlet
- Danny Santiago, Pseudonym von Daniel Lewis James (1911–1988), US-amerikanischer Schriftsteller
- Eddie Santiago (* 1955), puerto-ricanischer Salsamusiker
- Emile Santiago (1899–1995), US-amerikanischer Kostümbildner
- Emílio Santiago (1946–2013), brasilianischer Sänger
- Emmanuel Gazmey Santiago (* 1992), puerto-ricanischer Sänger und Rapper, siehe Anuel AA
- Enrique Santiago (Musiker) (1939–2022), spanischer Bratschist
- Enrique Santiago (Politiker) (Enrique Fernando Santiago Romero; * 1964), spanischer Jurist und Politiker
- Enrique Santiago Petracchi (1935–2014), argentinischer Jurist
- Eugenio Santiago Peyrou (1913–2005), argentinischer Geistlicher, Bischof von Comodoro Rivadavia
- Fen Santiago (* 1964), puerto-ricanischer Fußballspieler
- Fernando de Santiago y Díaz de Mendívil (1910–1994), spanischer Militär und Politiker
- Freddie Santiago (* 1953), puerto-ricanischer Perkussionist
- Hilda Elvira Santiago (* 1947), kubanische Pianistin, Komponistin, Chorleiterin und Musikpädagogin
- Hugo Santiago (Filmregisseur) (Hugo Santiago Muchnick; 1939–2018), argentinischer Filmregisseur, Drehbuchautor und Produzent
- Hugo Santiago (Filmeditor), portugiesischer Filmeditor
- Hugo Norberto Santiago (* 1954), argentinischer Geistlicher, Bischof von San Nicolás de los Arroyos
- Ivett Santiago, kubanische Fußballschiedsrichterassistentin
- Joey Santiago (* 1965), philippinischer Musiker
- José Santiago (Baseballspieler, 1928) (1928–2018), puerto-ricanischer Baseballspieler
- José Santiago (Baseballspieler, 1940) (* 1940), puerto-ricanischer Baseballspieler
- José Santiago (Tennisspieler), portugiesischer Tennisspieler
- José Santiago (Baseballspieler, 1974) (* 1974), puerto-ricanischer Baseballspieler
- José de Santiago Concha (1667–1741), spanischer Jurist, Richter und Kolonialgouverneur
- José Mauro Ramalho de Alarcón Santiago (1925–2019), brasilianischer Geistlicher, Bischof von Iguatu
- Juan Santiago, uruguayischer Fußballspieler
- Juan Rafael Cortés Santiago (* 1965), spanischer Flamencosänger, siehe Duquende
- Julius Santiago (* 1996), philippinischer Eishockeyspieler
- Kellee Santiago (* 1979), US-amerikanische Spieleentwicklerin
- Leonardo Santiago (* 1983), brasilianischer Fußballspieler
- Marvin Santiago (1947–2004), puerto-ricanischer Musiker
- Miriam Defensor Santiago (1945–2016), philippinische Politikerin, Rechtsanwältin und Richterin
- Nadia de Santiago (* 1990), spanische Schauspielerin
- Raymart Santiago (* 1973), philippinischer Schauspieler
- Rémi Santiago (* 1980), französischer Skispringer
- Renoly Santiago (* 1974), puerto-ricanischer Schauspieler
- Ruben Santiago-Hudson (* 1956), US-amerikanischer Schauspieler
- Saundra Santiago (* 1957), US-amerikanische Schauspielerin
- Silviano Santiago (* 1936), brasilianischer Schriftsteller
- Sonia Santiago (* 1966), deutsch-spanische Tänzerin
- Ygor Maciel Santiago (* 1984), brasilianischer Fußballspieler